# Iwan Arnhold
Iwan Arnhold (?  – zm. 28 czerwca 1862 w Modlinie) – oficer armii Imperium Rosyjskiego. 
W stopniu porucznika przydzielony do 4 batalionu strzelców kwaterującego w Warszawie. Wspierając polskie dążenia niepodległościowe przyłączył się do spisku, którego celem miało być doprowadzenie do wybuchu powstania narodowego w Królestwie Polskim. 24 kwietnia 1862 został aresztowany wraz z trzema kolegami - Piotrem Śliwickim, Niepieninem i Pleszkowem. Na mocy wyroku sądu wojskowego rozstrzelany 28 czerwca 1862 w twierdzy modlińskiej.